# BOhisto
BOhisto: Bozen-Bolzano’s History Online è un progetto digitale italiano, fondato nel 2013 da Hannes Obermair, con l'obiettivo di rendere liberamente accessibili online "le più importanti fonti scritte della storia cittadina" di Bolzano, conservate presso l'Archivio Storico della Città di Bolzano. Esso rende disponibile più di 200 codici integralmente digitalizzati con oltre 78.000 riproduzioni liberamente scaricabili, i cosiddetti Ratsprotokolle, che spaziano dal 1470 fino al 1805 e documentano dettagliatamente i vari aspetti di storia sociale, economica e politica della regione alpina posta a cavallo tra le aree germanica e italiana. Dal 2016 il progetto BOhisto è fra i collaboratori della piattaforma internazionale READ transkribus, coordinata dall'Università di Innsbruck.